# Sphaerina nitens
Sphaerina nitens är en tvåvingeart som först beskrevs av Charles Howard Curran 1934. Sphaerina nitens ingår i släktet Sphaerina och familjen parasitflugor.
Artens utbredningsområde är Panama. Inga underarter finns listade i Catalogue of Life.